# 達爾瓦伊卡山
48°27′56.3″N 23°45′25.5″E / 48.465639°N 23.757083°E

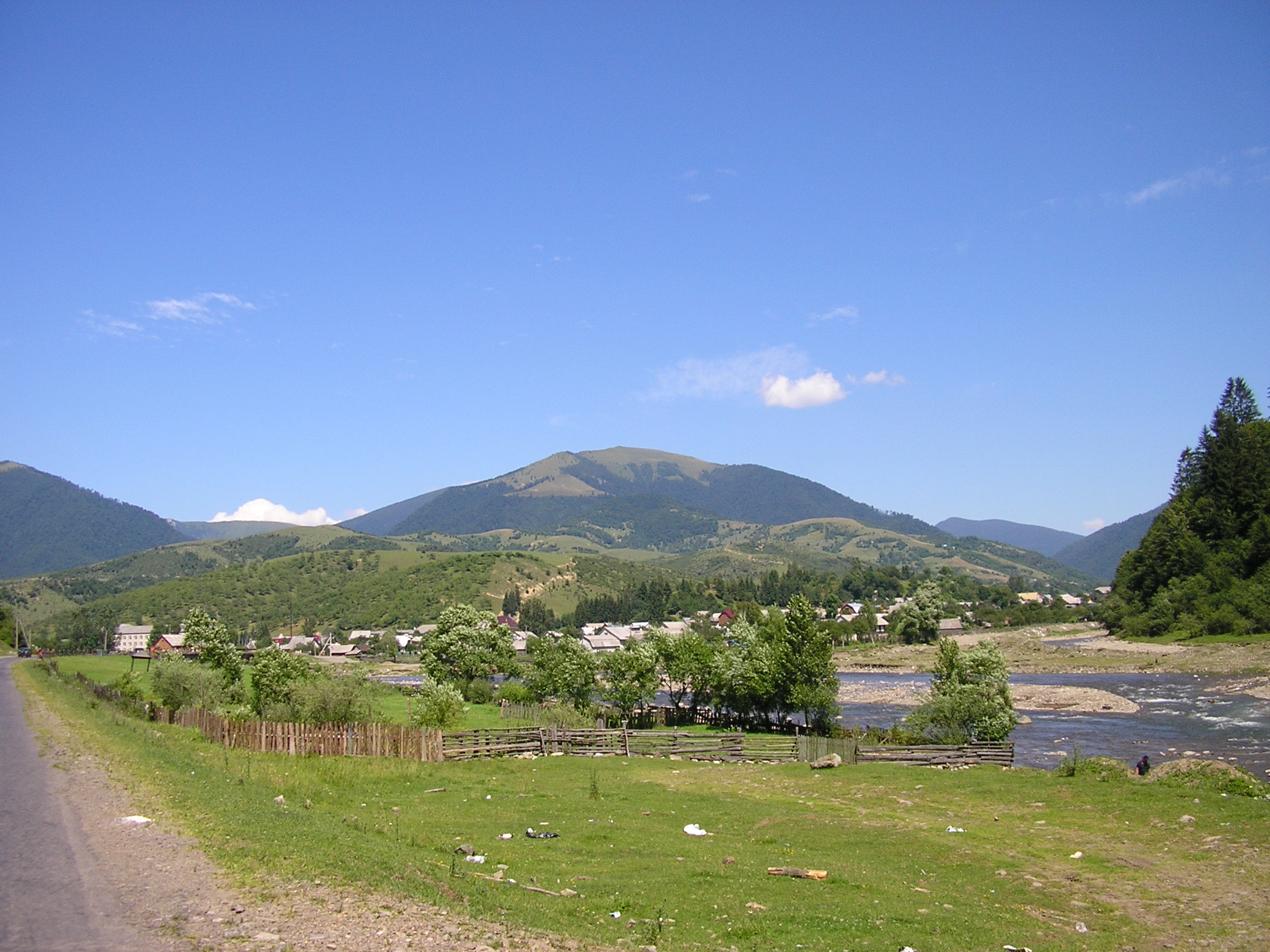

達爾瓦伊卡山（烏克蘭語：Дарвайка）是烏克蘭西部的山峰，屬於烏克蘭喀爾巴阡山脈的一部分。該山峰處於外喀爾巴阡州的胡斯特區，海拔高度1,502米。